# Коммунистическая улица (Новосибирск)
Коммунисти́ческая улица (до 1920 года — Гудимовская) — улица в Центральном и Железнодорожном районах Новосибирска. Начинается от улицы Революции и безымянного проезда, расположенного вдоль путей Западно-Сибирской железной дороги. Далее к ней примыкает улица Урицкого, затем пересекается с Советской улицей и Красным проспектом, потом соединяется с Серебренниковской улицей, после чего прерывается кварталом административных зданий и Октябрьской магистралью. Вторая часть улицы начинается от Каменской улицы и заканчивается, соединяясь с улицей Семьи Шамшиных.

## Исторические здания
На Коммунистической улице находится большое количество старинных зданий. Особенно много домов, построенных до 1917 года. Также есть строения 1920—1930-х годов.

### Дореволюционный период
- Дом по Коммунистической ул., 3 — деревянное здание, возведённое в 1900-х годах. Памятник архитектуры регионального значения.[2]
- Дом по Коммунистической ул., 13 — здание, сооружённое в 1910-х годах. Изначально использовался в качестве жилого дома. Памятник архитектуры регионального значения.[3]
- Дом купца А. И. Кагана — здание, владельцем которого был новониколаевский купец-хлеботорговец Арон Иосифович Каган. Дата постройки — 1908 год. В 1920 году дом был экспроприирован, после чего в нём расположился музей. С 1926 года в здании располагались сибирские краевые союзы потребкооперации. Памятник архитектуры регионального значения.[4]
- Дом по Коммунистической ул., 16 — здание, построенное в 1915 году. Представляет собой дом в стиле так называемого «деревянного модерна». Эксплуатировался как жилой дом. В настоящее время в доме располагается отделение милиции. Является памятником архитектуры регионального значения.[5]
- Дом Б. М. Мировича — дом, сооружённый в 1900—1903 годах. Был жилым домом. Памятник архитектуры регионального значения.[6]
- Дом мещанина М. М. Розенфельда — деревянное здание, сооружённое в 1906 г. Является памятником архитектуры регионального значения. Брандмауэрной стеной примыкает к другому деревянному дому, также являющемуся архитектурным памятником.[7]
- Доходный дом мещанки М. Н. Пятковой — здание, принадлежавшее минусинской мещанке Пятковой Марии Николаевне. Период строительства — 1905—1906 годы. Был доходным домом. Во времена советской власти в здании некоторое время находились органы суда и финансов, в 30-е годы вновь использовался как жилой дом. С 1987 года признан памятником деревянного зодчества.[8]

- Дом Г. Р. Бейлина — деревянный дом, сооружённый Григорием Рафаиловичем Бейлиным в 1906 году. Памятник архитектуры регионального значения.[9]
- Дом усадьбы С. Я. Вагина — двухэтажный деревянный дом, построенный в 1900—1903 годы. Владельцем здания был барнаульский купец Вагин Семён Яковлевич. Памятник архитектуры регионального значения.[10]
- Дом И. Ф. Стихина — здание принадлежавшее Ивану Федоровичу Стихину. Точная дата строительства неизвестна. Является памятником архитектуры регионального значения.[11]
- Дом И. Т. Сурикова — здание, сооружённое в начале 1900-х годов. Боковой частью вплотную примыкает к дому Молчанова, другому историческому зданию. Владельцем дома был Иван Тимофеевич Суриков. Второй этаж занимала гостиница «Новониколаевское подворье». Кроме того, в здании располагалась гостиница «Европа» (так называемые «номера»), а также магазин и торговый дом «Суриков и сыновья». В 1918 году в здании обосновался Союз профессиональных союзов и комитет новониколаевской организации РКП(б), а позже — типография Совнархоза № 2, где с 1921 года издавалась газета «Советская Сибирь».[12]
- Дом купца И. С. Ефремова — дом, построенный в 1912 году. Является памятником архитектуры регионального значения.[13]

- Особняк купчихи М. Д. Жернаковой — одноэтажный кирпичный дом, построенный в 1912 году. Памятник архитектуры регионального значения.[14]
- Дом купца П. М. Зедайна — здание, сооружённое в 1912—1913 годах. Эксплуатировался как жилой дом. Памятник архитектуры регионального значения.[15]

### Советский период
- «Дом с часами» — здание, спроектированное группой архитекторов Б. А. Гордеева и С. П. Тургенева. Также в создании дома принимал участие известный инженер В. Н. Никитин, главный конструктор Останкинской телебашни. Заказщик — Крайснаб. Дата строительства — 1931—1934 год.
- Дом-комбинат НКВД — конструктивистский дом-комплекс. Возводился с 1934 по 1936 год под руководством архитекторов Б. А. Гордеева, С. П. Тургенева, И. Т. Воронова. Памятник архитектуры регионального значения.[16]
- Спортивный клуб «Динамо» — здание, построенное в 1928—1933 годах творческой группой, включающей в себя архитекторов Б. А. Гордеева, С. П. Тургенева и инженера В. Н. Никитина.[17]

## Музеи
- Музей Н. К. Рериха
- Новосибирский музей игрушки

## Организации
Образовательные учреждения
- Новосибирский юридический институт, филиал Томского государственного университета
- Экселенс, школа

Библиотеки
- Новосибирская государственная областная научная библиотека
- Президентская библиотека им. Б. Н. Ельцина

Деловые центры
- Евразия, бизнес-центр
- Антарес, бизнес-центр
- Most, бизнес-центр
- Фанат, бизнес-центр
- Бизнес-центр
- Офисный центр на Коммунистической, 48

Заведения общественного питания
- Домашние пельмени, пельменная
- Караван, кафе
- Шафран, кафе
- Шанхай, кафе

Прочее
- Администрация Новосибирского района
- Центральный оружейный салон
- Израильский культурный центр
- Управление ФСБ по Новосибирской области